# سیارک ۴۸۶۵۰
سیارک ۴۸۶۵۰ (به انگلیسی: 48650 Kazanuniversity، نامگذاری:1995UX48) چهل و هشت هزار و ششصد و پنجاهمین سیارک کشف شده‌است که در ۱۷ اکتبر ۱۹۹۵ کشف شد.